# أنجل (شعب)

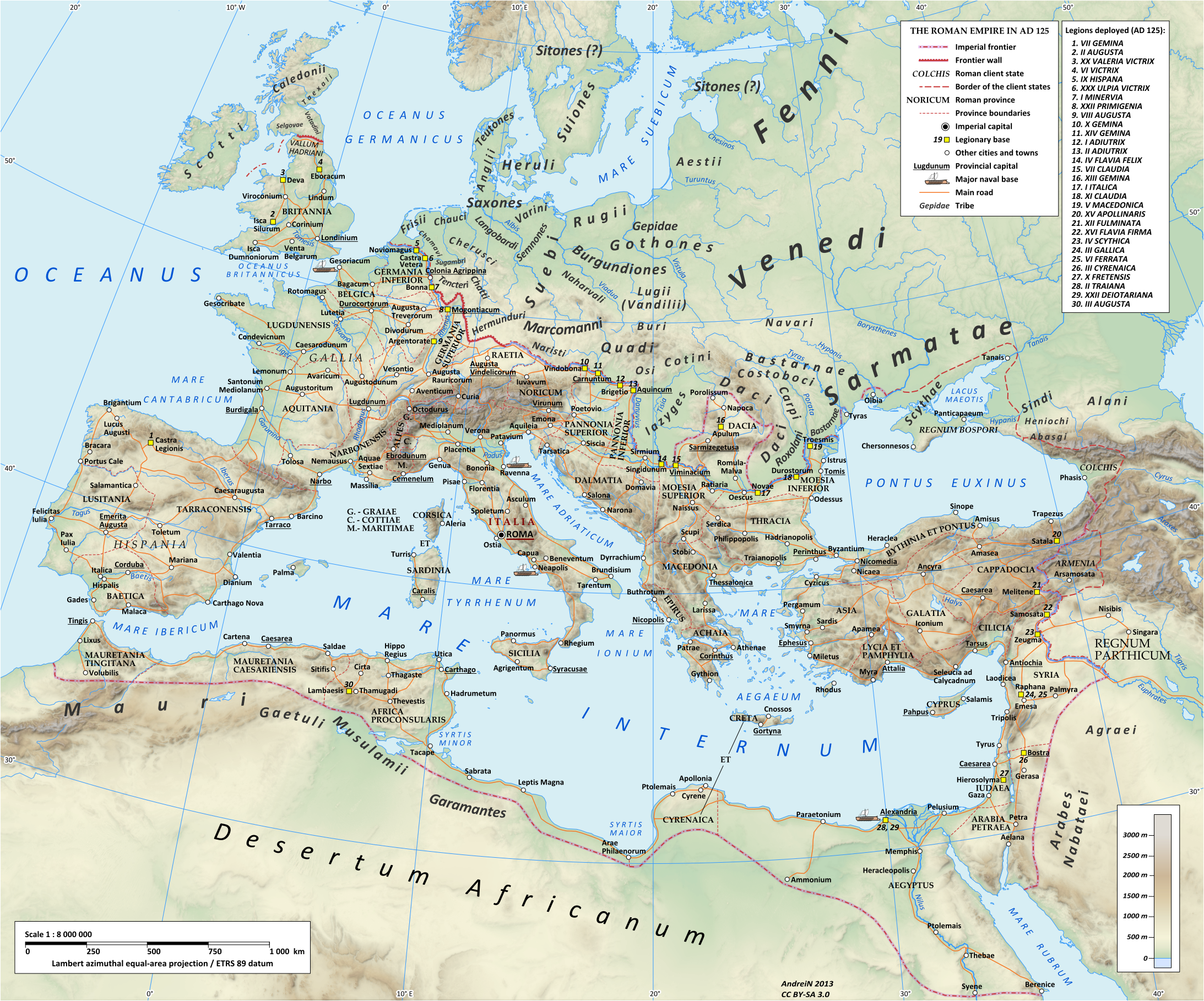
خريطة رومانية رسمت سنة 125م تظهر موطن شعب الأنجل بشبه جزيرة يوتلاند.

الأنجل (باللاتينية: Anglii) (بالإنجليزية: The Angles)‏ قبيلة ذكرتها التقارير الرومانية في عهد هادريان (117-138م) في موطنهم الأصلي بشبه جزيرة يوتلاند (الواقعة في ما عرف لاحقا بالدانمارك) وهي من القبائل الجرمانية، واشتق اسمه من منطقة أنغلن الواقعة على ساحل بحر البلطيق في منطقة تندرج اليوم ضمن ولاية شليسفيغ هولشتاين الألمانية. والأنجل من أهم الشعوب التي استوطنت الجزر البريطانية بعد سقوط الإمبراطورية الرومانية الغربية، حيث عبرت بحر الشمال وأسست عدة ممالك في شرق ما يعرف اليوم بدولة إنجلترا - وبالتحديد إقليم شرق أنجليا وما يقع إلى شمالها - وقد برزت تلك الممالك في ما عرف بعهد الأنجلوسكسونيين ومن اسم (الأنجل) جاء الاسم Angle-land والذي حرف ليصبح England.